# Lugongolweni
Lugongolweni ist ein Inkhundla (Verwaltungseinheit) in der Region Lubombo in Eswatini. Es ist 493 km² groß und hatte 2007 gemäß Volkszählung 15.519 Einwohner.

## Geographie
Das Inkhundla liegt im Osten der Region Lubombo und grenzt an Mosambik. Die MR 7 ist die Hauptverkehrsader der Region.

## Gliederung
Der Bezirk gliedert sich in die Imiphakatsi (Häuptlingsbezirke) Ka-Langa, Makhewa, Mlindazwe und Sitsatsaweni.